# Joseph Dulac
Joseph Dulac (5 de mayo de 1827 - 1897) fue un abate, naturalista, y botánico francés.
En 1867 publica una flora de los altos Pirineos.

## Algunas publicaciones
- 1867. Flore du département des Hautes-Pyrénées (publiée pour la prémière fois): Plantes vasculaires spontanées classification naturelle dichotomies pour arriver seul et sans maitre à la détermination des familles, des genres, des espèces, table complète étymologique, gravures dans le texte, carte géographique, París, F. Savy, xii+638 pp.

### Como traductor delidioma griego
- 1865. [http://books.google.com.ar/books?id=2KklVWsqanMC&printsec=frontcover&dq=%22Joseph+Dulac%22&hl=es-419&sa=X&ei=Me83VNrSHIzKggTTxYCQAQ&ved=0CGoQ6AEwDA#v=onepage&q=%22Joseph%20Dulac%22&f=false Œuvres de Saint Denys l'Aréopagite, París, 671 pp.[1]

### Genealogísta
- 1895. L'Abbé Joseph Dulac. Généalogie de la famille de Briquet. Ed. C. Larrieu, 432 pp.

## Honores
- Miembro de la Société Botanique de France.

### Eponimia
Géneros
- (Olacaceae) Dulacia Vell.[2]

- (Rosaceae) Dulacia Neck.[3]
- La abreviatura «Dulac» se emplea para indicar a Joseph Dulac como autoridad en la descripción y clasificación científica de los vegetales.[4]

Se posee un registro de 503 reconocimientos y nombramientos de nuevas especies de numerosas familias botánicas.